# Argia emma
Argia emma là một loài chuồn chuồn kim trong họ Coenagrionidae.
Argia emma được Kennedy miêu tả khoa học năm 1916.